# Délivrance (roman)
Pour les articles homonymes, voir Délivrance.
Délivrance (titre original : Deliverance) est le premier roman et le plus connu de James Dickey, publié en 1970 et en français en 1971. Il obtient le Prix Médicis étranger la même année. Il figure dans la liste des 100 meilleurs romans du XXe siècle par The Modern Library en 1998.

## Accueil
Délivrance est présenté par Stephen King comme un « chef-d'œuvre du roman survivaliste ».

## Adaptation
- 1972 : Délivrance réalisé par John Boorman, avec Jon Voight et Burt Reynolds.